# Révolution interplanétaire

Révolution interplanétaire (Межпланетная революция, Mezhplanetnaya revolyutsiya) est un court métrage d'animation soviétique réalisé par Nikolai Khodataev et sorti en 1924,,.

## Synopsis
Sur la planète Mercure, des bolchéviques et des capitalistes s'affrontent dans une lutte à mort pour le contrôle de l’espace.

## Fiche technique
- Titre français : Révolution interplanétaire
- Titre original : Межпланетная революция (Mezhplanetnaya revolyutsiya)
- Réalisation : Nikolai Khodataev
- Scénario : Zenon Komissarenko
- Production : Youry Merkulov
- Photographie : Vladimir Alexeyev
- Genre : Science-fiction
- Type : Animation noir & blanc
- Durée : 8 minutes
- Pays d'origine : URSS
- Date de sortie : 1924

## Autour du film
- Ce court métrage est considéré comme une parodie du film Aelita sorti la même année[1].